# Tau Leonis
Désignations
Tau Leonis (en abrégé τ Leo) est une étoile géante de la constellation zodiacale du Lion. Elle est visible à l'œil nu avec une magnitude apparente de 4,95. Située non loin de l'écliptique, il lui arrive d'être occultée par la Lune. D'après la mesure de sa parallaxe annuelle par le satellite Gaia, l'étoile est distante d'environ ∼ 535 a.l. (∼ 164 pc) de la Terre. Elle s'en rapproche à une vitesse radiale héliocentrique de −9 km/s.
Tau Leonis est une étoile géante jaune de type spectral G8-IIIa. Elle est âgée de 190 millions d'années et elle est autour de 3,9 fois plus massive que le Soleil. Cette étoile évoluée fait environ 25 fois le rayon solaire, elle est 330 fois plus lumineuse que le Soleil et sa température de surface est de 4 910 K.